# 요한 라이히하르트
요한 라이히하르트(Johann Reichhart, 1893년 4월 29일 ~ 1972년 4월 26일)는 독일의 사형 집행관이다. 자신의 기록에 따르면 3165명의 사형을 집행했다.
뵈르트 안데어도나우 근교 비헨바흐(Wichenbach)의 8대를 거슬러 올라가는 사형집행인 가문에서 태어났다. 1924년에 집행관이 되어 바이마르 공화국 및 독일 제3제국 치하에서 사형을 집행했다. 이 중 대부분이 1939년 ~ 1945년에 집중되어 있으며, 그의 기록에 따르면 이 기간에만 2876명의 사형이 집행되었다. 유명한 백장미단의 사형도 그가 집행했다.
나치가 망한 뒤에는 점령군 측에 고용되어 1946년 5월까지 나치 전범 156명을 처형했다.

## 참고 자료
- Gerould, Daniel (1992). Guillotine, its legend and lore. Blast Books. ISBN 978-0-922233-02-1.
- Dachs, Johann (2001). Tod durch das Fallbeil. Der deutsche Scharfrichter Johann Reichhart (1895–1972). Ullstein. ISBN 978-3-548-36243-4.